# Честолюбие

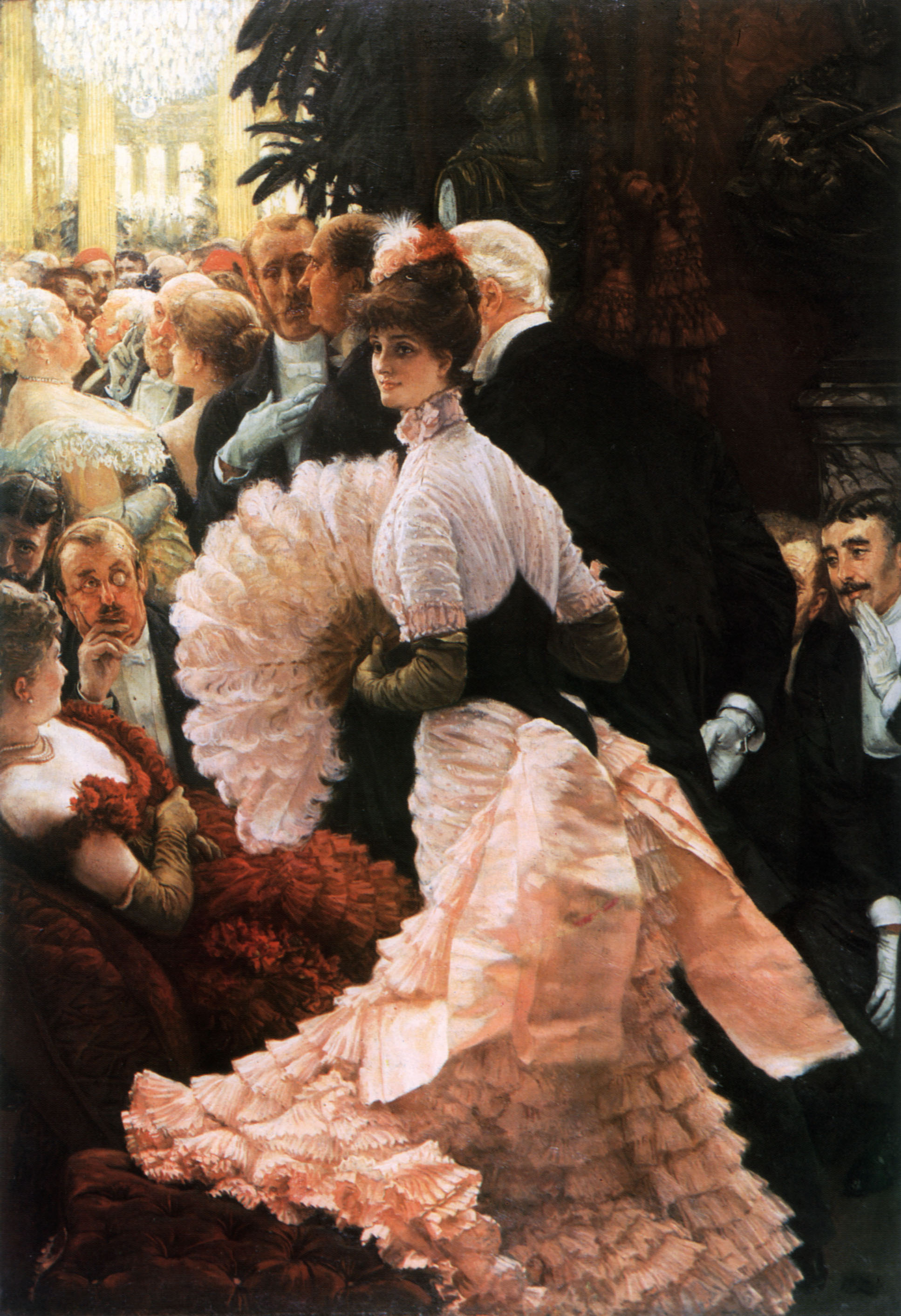
На картине Джеймса Тиссо «Честолюбивая дама» (1883—1885) изображена юная девушка, чей интерес к участию в политических дискуссиях будоражил умы в конце XIX века, так как политика считалась исключительно мужским занятием

Честолюбие (амбиция, амбициозность) — закреплённое в характере стремление человека к значимым свершениям ради высокого статуса, славы и почестей.
Честолюбие в отличие от целеустремлённости направлено скорее на личные, чем на альтруистические цели человека. В отличие от алчности честолюбие лишь косвенно направлено на достижение материальной выгоды. Честолюбие также следует отличать от гордыни, не требующей внешнего почитания, и от тщеславия, не предполагающего обязательного достижения чего-либо. Честолюбие — предмет этики, психологии, педагогики, политологии и некоторых других гуманитарных наук и научных направлений.

## В христианстве
Аврелий Августин цитируется Лютером: «Честолюбие — это мать всех ересей».

## По Канту
Иммануил Кант (1724—1804) пишет о честолюбии:

Человек — существо, которое постоянно колеблется между общественным и личным благом. Ему нужны другие люди, чтобы развивать свои способности; однако, человек имеет склонность к упрямству, то есть к тому, чтобы противопоставить себя ближним и оказать их мнению сопротивление. Из этой склонности возникает триада честолюбия, властолюбия и сребролюбия (алчности).

## Психологическая и педагогическая перспектива
В психологии и педагогике понятию честолюбия соответствует термин мотивация. В концепциях воспитания, целью которого является ярко выраженная нацеленность на результат, помимо развития внутренней мотивации и навыков в академической, художественной или физической подготовке, целесообразно также применять и преподавать такие компетенции, как ожидание самоэффективности, выносливость и трудолюбие.

## Честолюбие с научно-политической точки зрения
Политолог Джозеф А. Шлезингер выделил в 1966 году три типа честолюбия в политике:
- Под прогрессивным честолюбием он понимал стремление политического деятеля к более высокому посту, нежели он в настоящее время занимает.
- Статическим честолюбием он назвал стремление политического деятеля, как можно дольше держать должность, которую он сейчас занимает.
- Дискретное честолюбие — это стремление политика достигнуть конкретной политической цели или должности, не рассчитывая многократно её обретать.

## Честолюбие в литературе и кино
Честолюбие является центральной темой многих литературных произведений. Примеры:
- Уильям Шекспир: Макбет (Англия, 1606)
- Стендаль: Красное и чёрное (Франция, 1830)
- Оноре де Бальзак: Утраченные иллюзии (Франция, 1843)
- Ги де Мопассан: Милый друг (Франция, 1885)
- Генрик Ибсен: Гедда Габлер (Норвегия, 1890)
- Клаус Манн: Мефисто (Германия, 1956)